# Michail Alexandrovič Iljinič
Michail Alexandrovič Iljinič (ukrajinsky Михайль Олександрович Іллініч, narozen mezi léty 1909–1913, Oděsa, Ruské impérium, jeho další osudy po válce jsou neznámé) byl znám mnohem více pod pseudonymem Michail Oktan a působil jako aktivní pronacistický kolaborant, poručík ROA a šéfredaktor ruskojazyčných kolaborantských novin Řeč.

## Mládí
Do historie se zapsal pod svým pseudonymem Michail Oktan, kterým podepisoval své články během druhé světové války. Jeho rodné jméno bylo buď Michail Alexandrovič Iljinič, nebo Michail Alexandrovič Natko podle zpravodajských údajů SMĚRŠ. Odtud také jeho pozdější pseudonym Oktan, což je jeho příjmení pozpátku. O jeho životě před válkou je velmi málo spolehlivých informací. Narodil se v Oděse, ale přesné datum narození není známo. Také o jeho národnosti se vedou spekulace. Podle vlastních slov byl Srb z otcovy strany a Chorvat z matčiny.
Podle záznamů sovětské rozvědky vedl školské oddělení v Orelské oblasti a byl členem VKS(b). Podle dokumentů před válkou pracoval jako inženýr v Oděském závodě na zpracování fosfátů, což je doloženo povolením k výjezdu do Oděsy vydané německými okupačními úřady. Podle dalších pramenů v Oděse skutečně žil, nebyl však inženýrem, ale působil ve funkci stranického pracovníka.

## Válečná léta

### Začátek války
Po napadení SSSR byl povolán do Rudé armády, kde dosáhl hodnosti kapitána. Sloužil v Rudé armádě jako velitel letecké jednotky, ale podle dalšího pramene byl komisař parašutistického oddílu. Na podzim (v září) 1941 přeběhl k Němcům v oblasti Brjanských lesů. V bitvě u Moskvy v zimě 1941 již sloužil v 612. (693.) propagandistické rotě 2. německé tankové armády a také jako tlumočník. Později byl převelen ke zpravodajské agentuře Abwehrgruppe 107.

### Ve městě Orel
Dne 7. ledna 1942 německá vojska dobyla Orel a s nini do města přibyl i kolaborant pod pseudonymem Oktan. Němcům ve svém čtyřicetistránkovém přípise nabídl spolupráci na protisovětské propagandě. Byl vyslyšen a v roce 1942 byl naverbován poddůstojníkem SS Ernstem Mückelem jako agent SD. Díky tomu se v únoru 1942 stal redaktorem ruskojazyčných kolaborantských novin Řeč se sídlem na ulici Bolchovskaja 3, které vycházely třikrát týdně. V únoru 1942 se podílel na činnosti redakční rady novin. Oficiálně je vedl od března 1942, kdy se jeho jméno jako šéfredaktora poprvé objevuje v čísle 31 vydaném 15. března 1942. Tyto noviny měly poslání a obsah podobné periodiku Za vlast. Na rozdíl od nich těžiště jeho novinářského úsilí spočívalo v protižidovské propagandě. Jeho terčem nebyli však jen Židé, ale také Gruzínci a Arméni, které nazýval morálními degeneráty zejména kvůli Stalinovi, Mikojanovi a Ordžonikidzemu, tzv. kavkazské klice ve VKS(b).
Pod jeho vedením se náklad novin Řeč výrazně zvýšil a stabilně dostahoval 100 až 120 tisíc výtisků. Navíc se mu podařilo dosáhnout zrušení německé předběžné cenzury, což jiné tiskoviny běžně povoleno neměly. Noviny Reč vydávaly přílohu Nejnovější zprávy se zprávami německého velení, kterou osobně sestavoval. Do konce jara 1942 Řeč přerostla úroveň městských novin a nárokovala si status přední publikace v regionu. Oktanovi se podařilo vytvořit silný a účinný nástroj pro propagaci myšlenek nového německého řádu. Kvalita novin pod jeho vedením byla velmi vysoká. Proto také neustále vyzýval své kolegy, aby udržovali dosaženou vysokou úroveň novin, dodržovali pravidla stylu, vytříbenosti jazyka, publikovali rozmanité a zajímavé materiály. Psal také drtivou většinu úvodníků. Často vydával rozhovory s přeběhlíky z Rudé armády, kterých se ptal na informace o situaci v sovětském týlu, armádě a náladách obyvatelstva. Část materiálů z těchto rozhovorů byla publikována v novinách a část zřejmě předal německým tajným službám, se kterými spolupracoval. Od listopadu 1942 byla vydávána satirická příloha Žihadlo (rusky Жало), kterou pomáhal zpracovávat. V roce 1943 začal pod jeho vedením vycházet časopis Školák (rusky Школьник). Pod jeho vedením se z novin Řeč stal významný nástroj proněmecké propagandy.

Ve své funkci propagandisty vynikal horlivostí nebvyklou i mezi kolaboranty a patřil ke slepým obdivovatelům nacismu a Německa. Doporučoval také, aby každý mladý pár po svatbě obdržel od města Orel, stejně jako v Německu, knihu Mein Kampf. To se nesetkalo se strany Němců s velkým pochopením a tuto snahu zakázali. Zastával názor, že Německo není nepřátelský dobyvatel, ale chce osvobození národů Ruska a návrat k předrevolučním dobám. Ve snaze zapůsobit na své německé nadřízené požadoval, aby byla kniha Vojna a mír odstraněna z veřejné knihovny, protože asociace s rokem 1812 by mohly podkopávat morálku obyvatelstva:
| „               | В нынешнее время нам не нужны всякие Пушкины или Лермонтовы. Я рекомендую всем лучше обзавестись книгой Достоевского «Бесы». | Dnes už žádné Puškiny ani Lermontovy nepotřebujeme. Doporučuji každému, aby si pořídil Dostojevského dílo Běsi. | “ |
| — Michail Oktan | | |   |

V létě 1942 byla v Orlu zřízena Politická škola, která byla součástí Ministerstva propagandy. Škola zahrnovala oddělení výuky ústní nebo tištěné propagandy a agitace, kultury a vzdělávání. Oktan se stal zástupcem vedoucího školy a ve svých kurzech přednášel o organizaci tisku, boji proti bolševismu a židovské otázce z nacistických pozic. Působil také jako přednášející na kurzech pro učitele, kde je seznamoval se životem nového Německa včetně jeho škol a dále o problémech organizace Nové Evropy a osvobozeného Ruska. V září a říjnu roku 1942 se s aktivními německými kolaboranty účastnil exkurze do Německa. Poté v novinách publikoval sérii esejů pod názvem Se zápisníkem po Německu a eseje Města Německa. Je také autorem několika dalších protisovětských brožur: Je tato válka vlasteneckou válkou za národy Ruska?, Spiknutí proti lidstvu, Co je národní socialismus?, Blaho lidu a Židé a bolševici vydanou u příležitosti narozenin Adolfa Hitlera dne 20. dubna 1942. V ní tvrdil, že „NKVD je ve skutečnosti loutkou v rukou židovských světovládců, jejichž cílem je likvidace a zotročení národů Evropy". Propaganda se zaměřovala na získání vyšších vrstev pro myšlenky nacismu, které Oktan ve svém článku shrnul následně:
| „               | Усилиями непобедимой германской армии большевизм опрокинут, отогнан наши территории очищены, и для сохранившейся интеллигенции снова открыто широкое поле деятельности. Интеллигенция, понявшая важность исторического момента, осознавшая свой долг перед своим народом, полная непреклонной воли к установлению новой жизни, уверенная в своих силах и, идя рука об руку со своим народом, принесет ему счастье, заслужит его благодарность и найдет полное удовлетворение в сознании выполненной ею своей исторической задачи. | Úsilím nepřemožitelné německé armády byl bolševismus poražen, vytlačen, naše území očištěno, a pro zbylou inteligenci se opět otevírá široké pole působnosti. Inteligence, která pochopila význam historické chvíle, uvědomila si svou povinnost vůči svému národu, naplněna neochvějnou vůlí k vybudování nového života, jistá svými silami a kráčejíc ruku v ruce se svým lidem, mu přinese štěstí, získá jeho vděčnost a nalezne plné uspokojení v uvědomění si své splněné historické úlohy. | “ |
| — Michail Oktan | | |   |

Jeho brožura Je tato válka vlasteneckou válkou za národy Ruska? sepsaná jednoduchým a srozumitelným jazykem se stala hlavní argumentačním zdrojem kolaborační propagandy. Oktan v ní identifikuje kritéria, podle kterých lze válku klasifikovat jako vlasteneckou – ochrana národních myšlenek, svoboda, historická minulost, práva a blaho občanů, zajištění budoucnosti lidu, ochrana životně důležitého území, nezávislost zahraniční politiky a obrana mezinárodních hospodářských zájmů. Tyto předpoklady porovnává s domácí a zahraniční politikou sovětské vlády a poučkami komunistické ideologie. Následně dochází k závěru, že pokud ruský národ jako takový přestal existovat v podmínkách sovětské reality, pak ruský lid nemá v této válce co bránit. Upozorňoval v ní také na represe a nevymahatelnost ústavních práv sovětských občanů ve stalinském režimu. Součástí byla i teze o přípravě SSSR na agresivní válku proti Německu, se kterou také pracuje ve svých knihách ruský vojenský historik Suvorov.
Byl také autorem úvodníku z dubna 1943, kde vyzdvihoval skvělou práci místní policie a zejména náčelníka pátracího oddělení Bukina, jemuž byla udělení Medaile východních národů v bronzu. V květnu a červnu 1943 se uskutečnila velká cesta skupiny orelských novinářů po východních okupovaných územích. Jeho cesta byla široce propagována také v místních ruskojazyčných novinách, které psaly o tom, že přijel významný publicista, autor několika brožur a redaktor novin Řeč. Jeho propagandistická práce neunikla pozornosti sovětských partyzánů, a proto 4. oddělení NKVD pro Orelskou oblast navrhlo opatření k jeho likvidaci. Operace skončila neúspěšně mimo jiné i díky jeho podezřívavosti a opatrnosti.

### Vztahy k ostatním kolaborantům
Jeho vztahy s ostatními kolaboranty nebyly dobré. Usiloval o to stát se pod německým dohledem místním vládcem. Jeho přesvědčení bylo, že snaha o dosažení nezávislosti na Německu je nevhodná, neboť to vnímal jako garanta pořádku a řádu. Měl také spory s Kaminskim navzdory tomu, že jeden z členů redakce novin Řeč byl aktivním členem NSTPR. Vlasovské ideály, které nebyly v souladu s jím vyznávanými cíli, zakázal hlásat na územích pod jeho kontrolou. Ke generálu Vlasovovi zaujímal negativní postoj. To mu však nezabránilo vstoupit do ROA. Vždy nosil na své tankistické uniformě wehrmachtu nárukávní znak ROA, který ozdobil proužky svých vyznamenání. Taková ocenění kolaboranti jako on obvykle dostávali na narozeniny Vůdce nebo na výročí „osvobození" z područí bolševismu. Jedním z obdržených bylo civilní vyznamenání Medaile východních národů. Celkem byl do léta 1943 vyznamenán třemi zlatými, čtyřmi stříbrnými, třemi bronzovými medailemi a jedním křížem.

### Ústup s Němci na západ
Poslední číslo novin Řeč vyšlo 26. července 1943, dva dny před všeobecnou evakuací města. Před osvobozením města Orel byla redakce novin přesunuta do operačního zázemi 9. armády ve městě Babrujsk, kde byl Oktan jmenován starostou města. Dne 7. března 1944 vytvořil na shromáždění asi 2000 lidí Svaz boje proti bolševismu. Hlavním ideovým nepřítelem organizace byl po vzoru nacistické propagandy prohlášen židobolševismus. Oktan osobně vypracoval program a chartu organizace, podobu vlajky a insignie jejích členů. Organizace jako svůj symbol používala kříž a stuhu svatého Jiří, viz infobox. Ideologií byl nacismus a pro vstup do ní bylo nutné přísahat věrnost Adolfu Hilterovi. Svaz se zaměřoval na pracovní a vojenskou spolupráci s německými okupačními úřady. Dne 1. dubna 1944 bylo oznámeno vytvoření dobrovolných bezpečnostních oddílů Svazu – ochranných družin (rusky охранные дружины), k nimž se pod Oktanovým vlivem aktivně připojili bojovníci a velitelé východních praporů umístěných v okolí města Babrujsk. Ty pak měly za úkol s pomocí místních obyvatel chránit okupační úřady a bojovat proti sovětským partyzánům. Do června 1944 činil podle amerického historika Alexandra Dalina počet členů Svazu asi 74 000 lidí. Jeho Svaz byl konkurenční vůči Kaminského Ruské nacionálně socialistické straně práce v té době také působící v Bělorusku. 

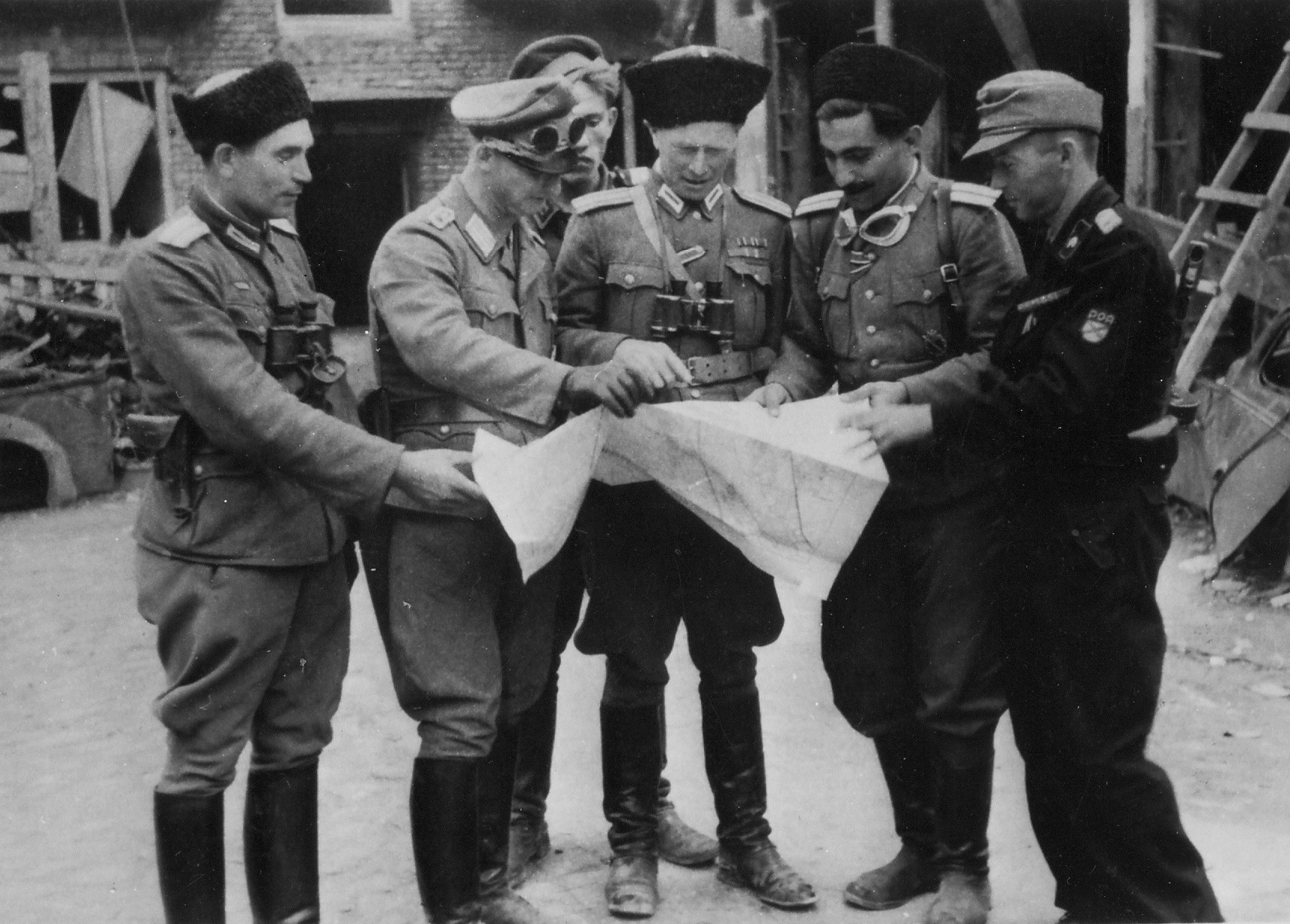
Oktan (zcela vpravo) s vojáky Kaminského brigády během Varšavského povstání. Velitel Frolov uprostřed.

Ve své funkci se také snažil dále rozvíjet aktivní publikační činnost, a proto noviny Řeč vydával v roce 1944 jako tiskový orgán Svazu boje proti bolševismu. Pro policejní jednotky vydával dvoustrákové noviny s názvem Pro strážce (rusky Для стражников), které byly později rozšířeny a začaly každý týden vycházet jako čtyřstránkové noviny pod názvem Na stráži vlasti. Noviny národní stráže a jednotek sebeobrany (rusky На страже Родины. Газета народной Стражи и отрядов самообороны).
Byl také organizátorem tábora pro děti ve věku 8 až 14 let, ve kterém se je snažil vychovávat v nacionálně-socialistickém duchu. Děti byly násilím odebírány rodičům a odvezeny do tábora. V důsledku toho značná část obyvatelstvo přešla k sovětským partyzánům. Ve skutečnosti se děti staly zdrojem dárců krve pro německé vojáky. Dětská vesnice, jak byla oficiálně nazývána, měla povahu trestného tábora, a proto Němci po válce zde umístěným dětem platili odškodné.
Po operaci Bagration byl donucen ustupovat s německou armádou a jeho stopa se postupně ztrácí. Posledním známým a doloženým faktem o něm je účast na potlačení Varšavského povstání v srpnu 1944, viz fotografie. Po vzniku KONR prohlásil podřízenost Vlasovovi a likvidaci svého Svazu. V prosinci přijel do Berlína a pokusil se domluvit si schůzku s Vlasovem, ale byl odmítnut. Spolehlivé informace o jeho dalším osudu od roku 1945 nejsou k dispozici. 

### Spekulace o jeho pozdějším osudu
Podle sovětských novin Gomelská pravda (rusky Гомельская правда) byl údajně zajat sovětskými vojsky, ale tento fakt je zpochybňován. Existují také dohady o jeho pobytu v poválečném Německu poblíž Lübecku (květen 1945), v Berlíně (zima 1945) a ve Frankfurtu nad Mohanem (1947). Další možností je, že se dostal do spojenecké okupační zóny, vyhnul se vydání a s použitím padělaných dokumentů zmizel do Argentiny (podle jiných zdrojů do USA), kde po válce skončilo mnoho kolaborantů.
Podle dalších spekulací byl agentem NKVD s následujícími úkoly:
1. Sabotování německé okupační politiky tím, že ji bude přehánět a horlivostí při jejím provádění ji dotahovat k absurdnostem.
2. Boj proti Vlasovovi a jeho hnutí z pozice, že Rusko si nemůže vládnout samo. Rusko může být pouze kolonií.
3. Štvát obyvatelstvo na okupovaných územích proti Němcům a naopak.[3]

Verzi o Oktanově smrti nebo spolupráci s NKVD podporuje fakt, že po válce po něm sovětské úřady nepátraly.

## Postava v počítačové hře
Oktan je postavou v počítačové hře Hearts of Iron IV v modifikaci The New Order: Last Days of Europe, kterou vyvinulo studio Paradox Interactive. Hra se odehrává v alternativní historii po vítězství mocností Osy. Zde je prezentován jako potenciální vůdce Říšského komisariátu Moskva, který jej může přetvořit v německý protektorát.